# 마르타 아사스
마르타 아사스(Marta Hazas Cuesta, 1977년 12월 31일 ~ )는 스페인의 배우이다.